# Velike Lašče
Velike Lašče (Duits: Großlaschitz; Italiaans: Grande Lascizze) is een gemeente in de Sloveense regio Osrednjeslovenska en telt 3735 inwoners (2002).

## Plaatsen in de gemeente
Adamovo, Bane, Bavdek, Borovec pri Karlovici, Boštetje, Brankovo, Brlog, Bukovec, Centa, Četež pri Turjaku, Dednik, Dolenje Kališče, Dolnje Retje, Dolščaki, Dvorska vas, Gorenje Kališče, Gornje Retje, Gradež, Gradišče, Grm, Hlebče, Hrustovo, Jakičevo, Javorje, Kaplanovo, Karlovica, Knej, Kot pri Veliki Slevici, Krkovo pri Karlovici, Krvava Peč, Kukmaka, Laporje, Laze, Logarji, Lužarji, Mački, Mala Slevica, Male Lašče, Mali Ločnik, Mali Osolnik, Marinčki, Medvedjek, Mohorje, Naredi, Opalkovo, Osredek, Pečki, Plosovo, Podhojni Hrib, Podkogelj, Podkraj, Podlog, Podsmreka pri Velikih Laščah, Podstrmec, Podulaka, Podžaga, Polzelo, Poznikovo, Prazniki, Prhajevo, Prilesje, Purkače, Pušče, Rašica, Rob, Rupe, Sekirišče, Selo pri Robu, Sloka Gora, Srnjak, Srobotnik pri Velikih Laščah, Stope, Strletje, Strmec, Ščurki, Škamevec, Škrlovica, Tomažini, Turjak, Ulaka, Uzmani, Velika Slevica, Velike Lašče, Veliki Ločnik, Veliki Osolnik, Vrh, Zgonče, Žaga
Borovnica · Brezovica · Dobrepolje · Dobrova-Polhov Gradec · Dol pri Ljubljani · Domžale · Grosuplje · Horjul · Ig · Ivančna Gorica · Kamnik · Komenda · Litija · Ljubljana · Log-Dragomer · Logatec · Lukovica · Medvode · Mengeš · Moravče · Škofljica · Šmartno pri Litiji · Trzin · Velike Lašče · Vodice · Vrhnika